# 25D/Neujmin
25D/Neujmin 2, komet Jupiterove obitelji.